# Сова довгохвоста
Сова́ довгохво́ста (Strix uralensis) — птах родини Совові ряду Совоподібні. Включає 15 підвидів, поширених у Європі та Азії. Один з трьох видів роду у фауні України. В Україні рідкісний гніздовий вид, представлений двома підвидами: S. u. macroura та S. u. uralensis. Раритетний вид птахів, занесений до Червоної книги України та ряду інших природоохоронних документів. 

## Опис
Сова великих розмірів, світло-сірого забарвлення з довгим клиноподібним смугастим хвостом і широкими крилами без темних плям на згинах. Коли птах сидить, хвіст виступає далеко за кінці складених крил. Має великі чорні очі. Дзьоб жовтий. Лицевий диск сірий, обрамлений вузькою білуватою смугою. Між очима валики, утворені білим пір'ям у вигляді вертикальних брів у формі півмісяця, повернутих «ріжками» від дзьоба досередини лицевого диска. Пір'яні «вушка» відсутні. На грудях малюнок з довгастих темних плям по білому або сірувато-білому фоні. Самки більші за самців, але такого ж забарвлення. Довжина тіла: 50—59 см, розмах крил: до 115 см, маса самців: 540—730 г, самок: 720—1200 г. Карпати заселяють дві морфи — темна і світла, які відрізняються інтенсивністю загального забарвлення, до темно-бурого.

## Поширення
Гніздовий ареал охоплює Європу, Азію, від Скандинавії на захід до Японії та Кореї на сході. Південна межа ареалу збігається з південною межею смуги тайги. В Європі існують реліктові популяції 3-х підвидів, одна з яких S. u. macroura заселяє Українські Карпати. У зимовий період зрідка залітає у Чернігівську, Київську, Волинську, Сумську, Черкаську та інші області.

## Чисельність і причини її зміни
Чисельність європейської популяції становить 53—140 тис. особин. У межах України це один із найпоширеніших видів сов Закарпатської області, трапляється частіше у букових лісах. Загальна чисельність становить близько 1 тис. особин, яка зростає у зимовий період за рахунок міграцій птахів з пн. У європейській частині Росії, Білорусі і країнах Балтії починаючи з 1960-х рр. зареєстровано ріст чисельності і розширення ареалу на південний захід.
Причинами зміни чисельності є: незаконне знищення у сезон полювання, вирубування старих лісових масивів. Чисельність залежить також від інтенсивності розмноження мишоподібних гризунів.

## Особливості біології
Осілий птах, який здійснює лише невеликі кочівлі. Займає букові, хвойні та мішані ліси Карпат. Під час зимівлі спускається на Закарпатську рівнину, тримається на старих кладовищах, у дубових і заплавних лісах уздовж р. Боржави, Тиси, Латориці. Гніздиться у старих гніздах інших птахів у березні — квітні. Строки гніздування дуже розтягнуті. У кладці 4—6 яєць. Насиджує самка протягом 27—29 днів. Поява молоді можлива з другої декади травня по липень включно. Пташенята знаходяться у гнізді близько 30 днів, і ще біля місяця виводок тримається у районі гнізда. Живиться здебільшого мишоподібними гризунами.

## Охорона
На більшій частині ареалу стан природних популяцій виду наразі залишається більш-менш стабільним, за що він, згідно з Червоним списком МСОП, отримав охоронний статус «відносно благополучний вид». Але в ряді регіонів продовжує спостерігатись тенденція до зниження чисельності популяції виду. Тому сова довгохвоста занесена до Додатку ІІ Бернської конвенції (охоронна категорія: вид підлягає особливій охороні), Резолюції 6 цієї ж конвенції (види, що потребують спеціальних заходів збереження їхніх оселищ), а також до Вашингтонської конвенції (CITES) (Додаток II. Види, торгівля якими потребує суворого регулювання). Крім того, вид охороняється Директивою Європейського Союзу «Про захист диких птахів» (Додаток І. Види і підвиди, що знаходяться під загрозою вимирання, які є вразливими, рідкісними або специфічними з екологічної точки зору).
В Україні сова довгохвоста занесена до Червоної книги України (охоронний категорія: недостатньо відомий вид), а на регіональному рівні  — до Червоної книги Українських Карпат. Як елемент біорізноманіття охороняється на території об'єктів природно-заповідного фонду Закарпатської, Івано-Франківської, Чернівецької, Львівської областей. З метою ефективнішої охорони необхідно обмежити вплив фактору непокою в гніздовий період та попереджати браконьєрський відстріл мисливцями.

## Галерея

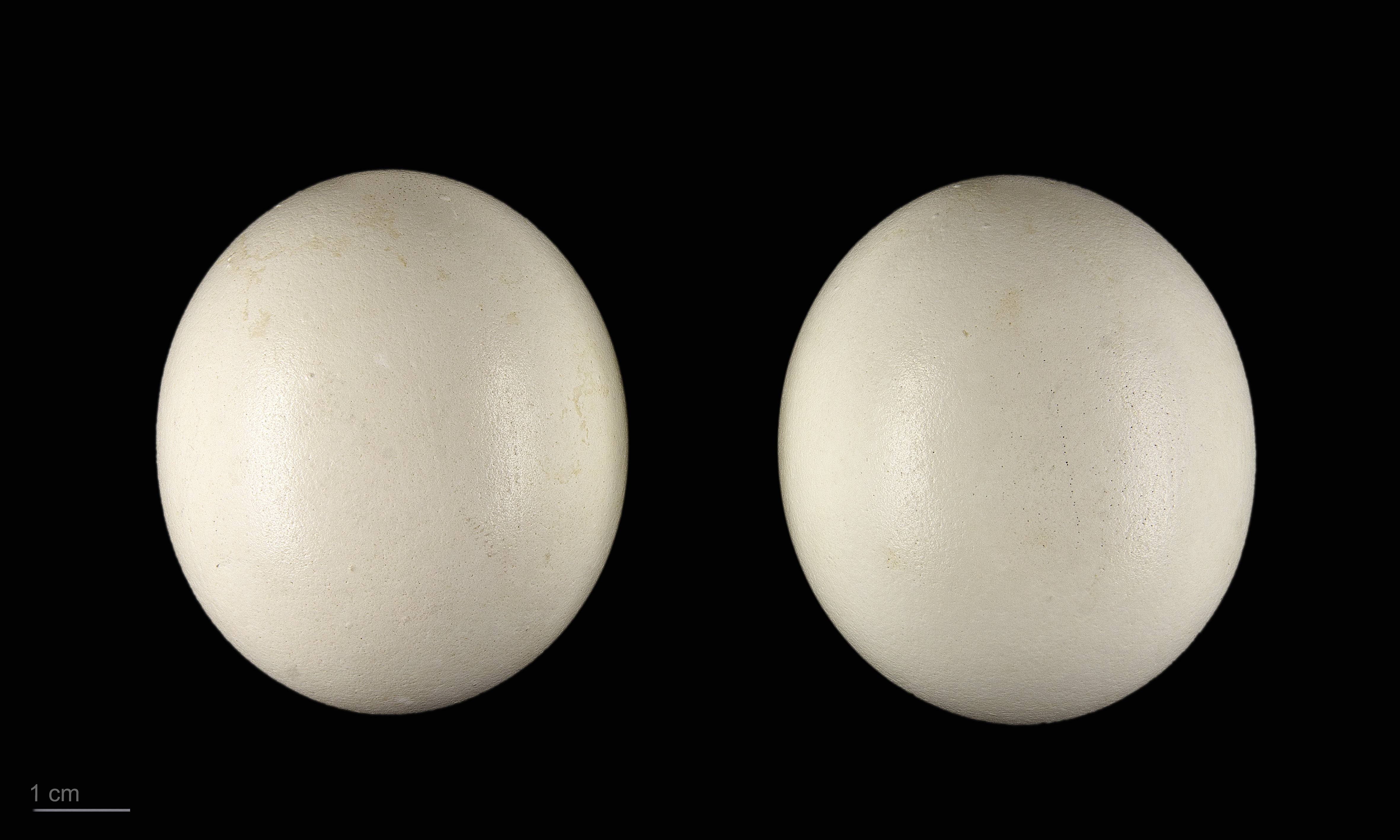
Яйця підвиду Strix uralensis uralensis в оологічній колекції, Тулузький музей
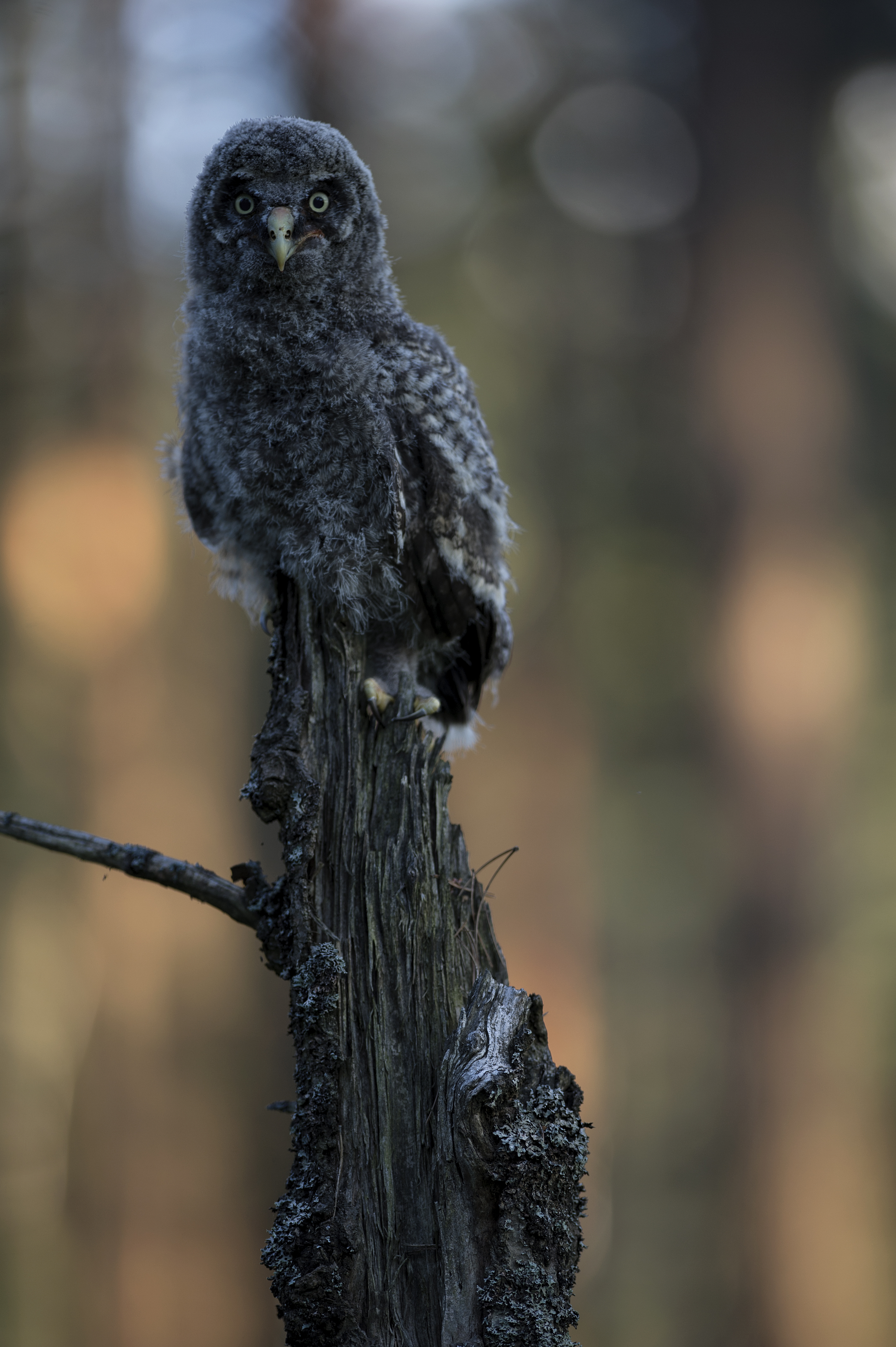
Совеня сови довгохвостої в Поліському природному заповіднику
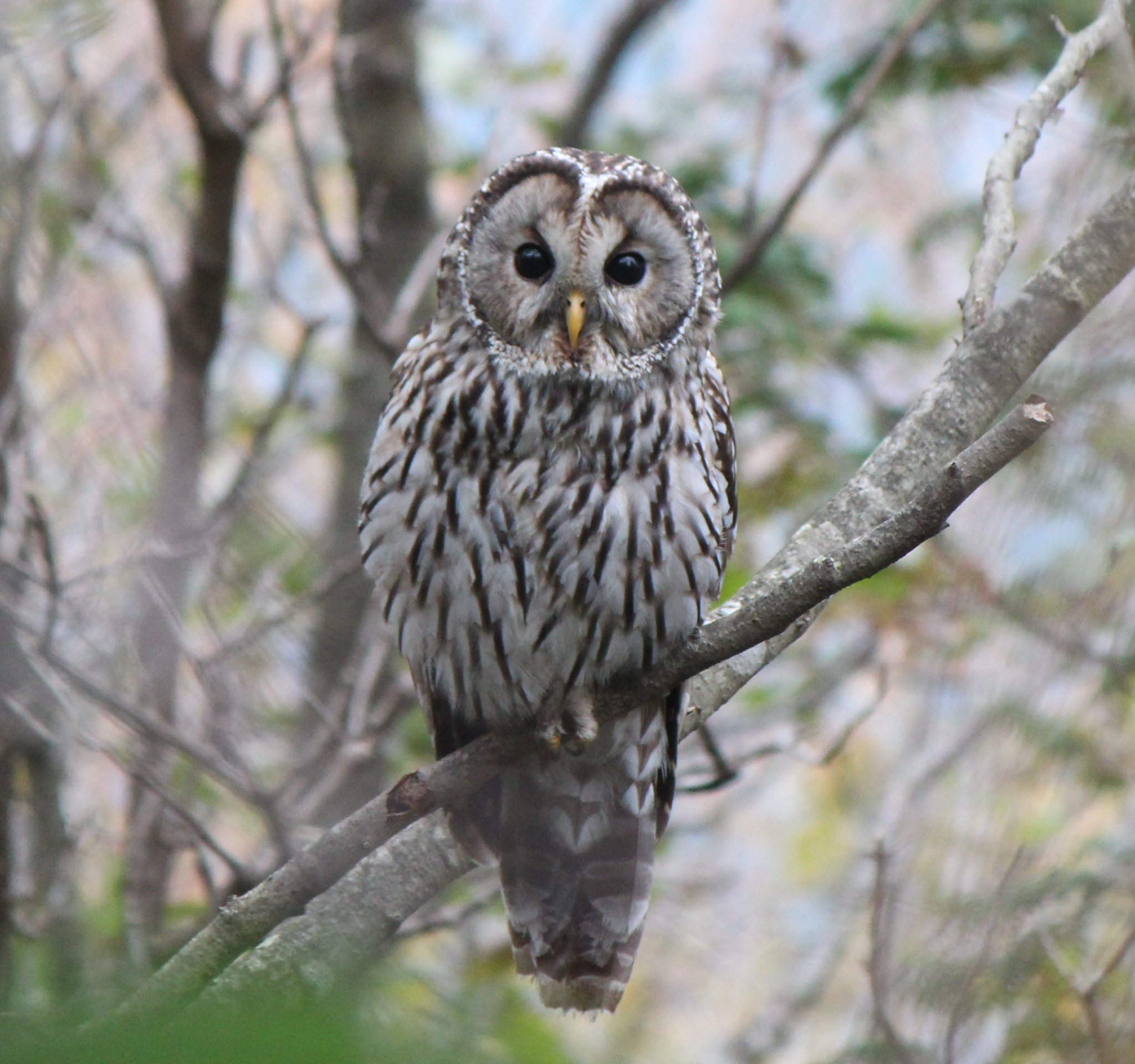
Сова довгохвоста поблизу гори Чаусуяма, Японія